# Grand Prix automobile du Portugal 1990
GP précédent GP suivant
Le Grand Prix automobile du Portugal 1990 (Grande Prêmio de Portugal), disputé sur l'Autódromo do Estoril situé à Estoril près de Lisbonne au Portugal le 23 septembre 1990, est la dixième édition du Grand Prix, la 497e épreuve de l'histoire du championnat du monde de Formule 1 courue depuis 1950 et la treizième manche du championnat 1990.

## Contexte avant le Grand Prix
Troisième année de rivalité entre Alain Prost (Ferrari) et Ayrton Senna (McLaren-Honda) pour le titre mondial ; à quatre courses de la fin, Senna a seize points d'avance sur Prost, déterminé malgré une Ferrari moins rapide.

## Classement
| Pos. | No | Pilote             | Écurie            | Tours | Temps/Abandon                      | Grille | Points |
| ---- | -- | ------------------ | ----------------- | ----- | ---------------------------------- | ------ | ------ |
| 1    | 2  | Nigel Mansell      | Ferrari           | 61    | 1 h 22 min 11 s 014 (193,725 km/h) | 1      | 9      |
| 2    | 27 | Ayrton Senna       | McLaren-Honda     | 61    | + 2 s 808                          | 3      | 6      |
| 3    | 1  | Alain Prost        | Ferrari           | 61    | + 4 s 189                          | 2      | 4      |
| 4    | 28 | Gerhard Berger     | McLaren-Honda     | 61    | + 5 s 896                          | 4      | 3      |
| 5    | 20 | Nelson Piquet      | Benetton-Ford     | 61    | + 57 s 418                         | 6      | 2      |
| 6    | 19 | Alessandro Nannini | Benetton-Ford     | 61    | + 58 s 249                         | 9      | 1      |
| 7    | 6  | Riccardo Patrese   | Williams-Renault  | 60    | + 1 tour                           | 5      |        |
| 8    | 4  | Jean Alesi         | Tyrrell-Ford      | 60    | + 1 tour                           | 8      |        |
| 9    | 9  | Michele Alboreto   | Arrows-Ford       | 60    | + 1 tour                           | 19     |        |
| 10   | 25 | Nicola Larini      | Ligier-Ford       | 59    | + 2 tours                          | 22     |        |
| 11   | 23 | Pierluigi Martini  | Minardi-Ford      | 59    | + 2 tours                          | 16     |        |
| 12   | 15 | Mauricio Gugelmin  | Leyton House-Judd | 59    | + 2 tours                          | 14     |        |
| 13   | 10 | Alex Caffi         | Arrows-Ford       | 58    | Collision                          | 17     |        |
| 14   | 30 | Aguri Suzuki       | Lola-Lamborghini  | 58    | Collision                          | 11     |        |
| 15   | 21 | Emanuele Pirro     | BMS Dallara-Ford  | 58    | + 3 tours                          | 13     |        |
| Abd. | 26 | Philippe Alliot    | Ligier-Ford       | 52    | Accident                           | 20     |        |
| Abd. | 7  | David Brabham      | Brabham-Judd      | 52    | Boîte de vitesses                  | 25     |        |
| Abd. | 16 | Ivan Capelli       | Leyton House-Judd | 51    | Moteur                             | 12     |        |
| Abd. | 5  | Thierry Boutsen    | Williams-Renault  | 30    | Moteur                             | 7      |        |
| Abd. | 29 | Éric Bernard       | Lola-Lamborghini  | 24    | Boîte de vitesses                  | 10     |        |
| Abd. | 8  | Stefano Modena     | Brabham-Judd      | 21    | Boîte de vitesses                  | 23     |        |
| Abd. | 12 | Martin Donnelly    | Lotus-Lamborghini | 14    | Alternateur                        | 15     |        |
| Abd. | 11 | Derek Warwick      | Lotus-Lamborghini | 5     | Accélérateur                       | 21     |        |
| Abd. | 18 | Yannick Dalmas     | AGS-Ford          | 3     | Transmission                       | 24     |        |
| Abd. | 22 | Andrea De Cesaris  | BMS Dallara-Ford  | 0     | Sortie de piste                    | 18     |        |
| Np.  | 3  | Satoru Nakajima    | Tyrrell-Ford      |       | Problème physique                  |        |        |
| Nq.  | 14 | Olivier Grouillard | Osella-Ford       |       | Non qualifié                       |        |        |
| Nq.  | 24 | Paolo Barilla      | Minardi-Ford      |       | Non qualifié                       |        |        |
| Nq.  | 17 | Gabriele Tarquini  | AGS-Ford          |       | Non qualifié                       |        |        |
| Nq.  | 31 | Bertrand Gachot    | Coloni-Ford       |       | Non qualifié                       |        |        |
| Npq. | 33 | Roberto Moreno     | Eurobrun-Judd     |       | Non préqualifié                    |        |        |
| Npq. | 34 | Claudio Langes     | Eurobrun-Judd     |       | Non préqualifié                    |        |        |
| Npq. | 39 | Bruno Giacomelli   | Life-Judd         |       | Non préqualifié                    |        |        |

## Pole position et record du tour
- Pole position : Nigel Mansell en 1 min 13 s 557 (vitesse moyenne : 212,896 km/h).
- Meilleur tour en course : Riccardo Patrese en 1 min 18 s 306 au 56e tour (vitesse moyenne : 199,985 km/h).

## Tours en tête
- Ayrton Senna : 46 (1-28 / 32-49)
- Gerhard Berger : 3 (29-31)
- Nigel Mansell : 12 (50-61)

## Statistiques
- 16e victoire pour Nigel Mansell.
- 102e victoire pour Ferrari en tant que constructeur.
- 102e victoire pour Ferrari en tant que motoriste.
- Satoru Nakajima qualifié en 20e position, a déclaré forfait après avoir attrapé la grippe pendant le warm up de dimanche matin. La grille de départ a été réajustée en conséquence.
- La course est arrêtée à dix tours du but après l'accident d'Alex Caffi.

## Classements généraux à l'issue de la course
| Pos. | Pilote             | Écurie            | Points |
| ---- | ------------------ | ----------------- | ------ |
| 1    | Ayrton Senna       | McLaren-Honda     | 78     |
| 2    | Alain Prost        | Ferrari           | 60     |
| 3    | Gerhard Berger     | McLaren-Honda     | 40     |
| 4    | Thierry Boutsen    | Williams-Renault  | 27     |
| 5    | Nelson Piquet      | Benetton-Ford     | 26     |
| 6    | Nigel Mansell      | Ferrari           | 25     |
| 7    | Riccardo Patrese   | Williams-Renault  | 17     |
| 8    | Alessandro Nannini | Benetton-Ford     | 17     |
| 9    | Jean Alesi         | Tyrrell-Ford      | 13     |
| 10   | Ivan Capelli       | Leyton House-Judd | 6      |
| 11   | Éric Bernard       | Lola-Lamborghini  | 5      |
| 12   | Derek Warwick      | Lotus-Lamborghini | 3      |
| 13   | Alex Caffi         | Arrows-Ford       | 2      |
| 14   | Satoru Nakajima    | Tyrrell-Ford      | 2      |
| 15   | Stefano Modena     | Brabham-Judd      | 2      |
| 16   | Maurício Gugelmin  | Leyton House-Judd | 1      |
| 17   | Aguri Suzuki       | Lola-Lamborghini  | 1      |

| Pos. | Écurie            | Points |
| ---- | ----------------- | ------ |
| 1    | McLaren-Honda     | 118    |
| 2    | Ferrari           | 85     |
| 3    | Williams-Renault  | 44     |
| 4    | Benetton-Ford     | 43     |
| 5    | Tyrrell-Ford      | 15     |
| 6    | Leyton House-Judd | 7      |
| 7    | Lola-Lamborghini  | 6      |
| 8    | Lotus-Lamborghini | 3      |
| 9    | Arrows-Ford       | 2      |
| 10   | Brabham-Judd      | 2      |